# Ő csak ül / 24/24
Az Ő csak ül / 24/24 az Exotic együttes kislemeze. A kislemez 1987-ben jelent meg két dallal amelyből mind a kettő a Holdfénytánc című nagylemezre is felkerültek.

## Közreműködtek
Exotic együttes:
- Sipos F. Tamás (ének)
- Vilmányi Gábor (gitár, vokál)
- Tabár Zoltán (basszusgitár)
- Tabár István (billentyűs hangszerek)
- Csík István (dob)

## Számok listája
1. Ő csak ül
2. 24/24